# Into Glory Ride
Az Into Glory Ride az amerikai Manowar együttes második nagylemeze, mely 1983-ban jelent meg. Ezen debütált az akkor új dobos Scott Columbus. Az albumon felerősödtek az epikus, hosszas, monumentális témák. Bizonyítja ezt az a tény is, hogy a 7 dalból 4 több mint hatperces. A lemezt nem csak a Manowar egyik alapművének tartják számon, hanem az epikus és a power metal egyik előfutárának is. Érdekesség, hogy az összes számot Joey DeMaio szerezte ( a Secret of Steelben és a Gloves of Metalban Ross the Boss is részt vett).
2001-ben a Metal Blade újra kiadta remaszterizálva.

## Számlista
1. "Warlord" (Joey DeMaio) – 4:13
2. "Secret of Steel" (Ross the Boss, DeMaio) – 5:48
3. "Gloves of Metal" (the Boss, DeMaio) – 5:23
4. "Gates of Valhalla" (DeMaio) – 7:11
5. "Hatred" (DeMaio) – 7:42
6. "Revelation (Death's Angel)" (DeMaio) – 6:28
7. "March for Revenge (By the Soldiers of Death)" (DeMaio) – 8:25

## Zenészek
- Eric Adams - ének
- Ross the Boss - gitár
- Joey DeMaio - basszusgitár
- Scott Columbus - dob